# Охват (посёлок)
О́хват — посёлок в Пеновском муниципальном округе Тверской области.
Расположен в 25 км к юго-западу от Пено, на берегу озера Охват, железнодорожная станция на линии Бологое — Великие Луки.

## История

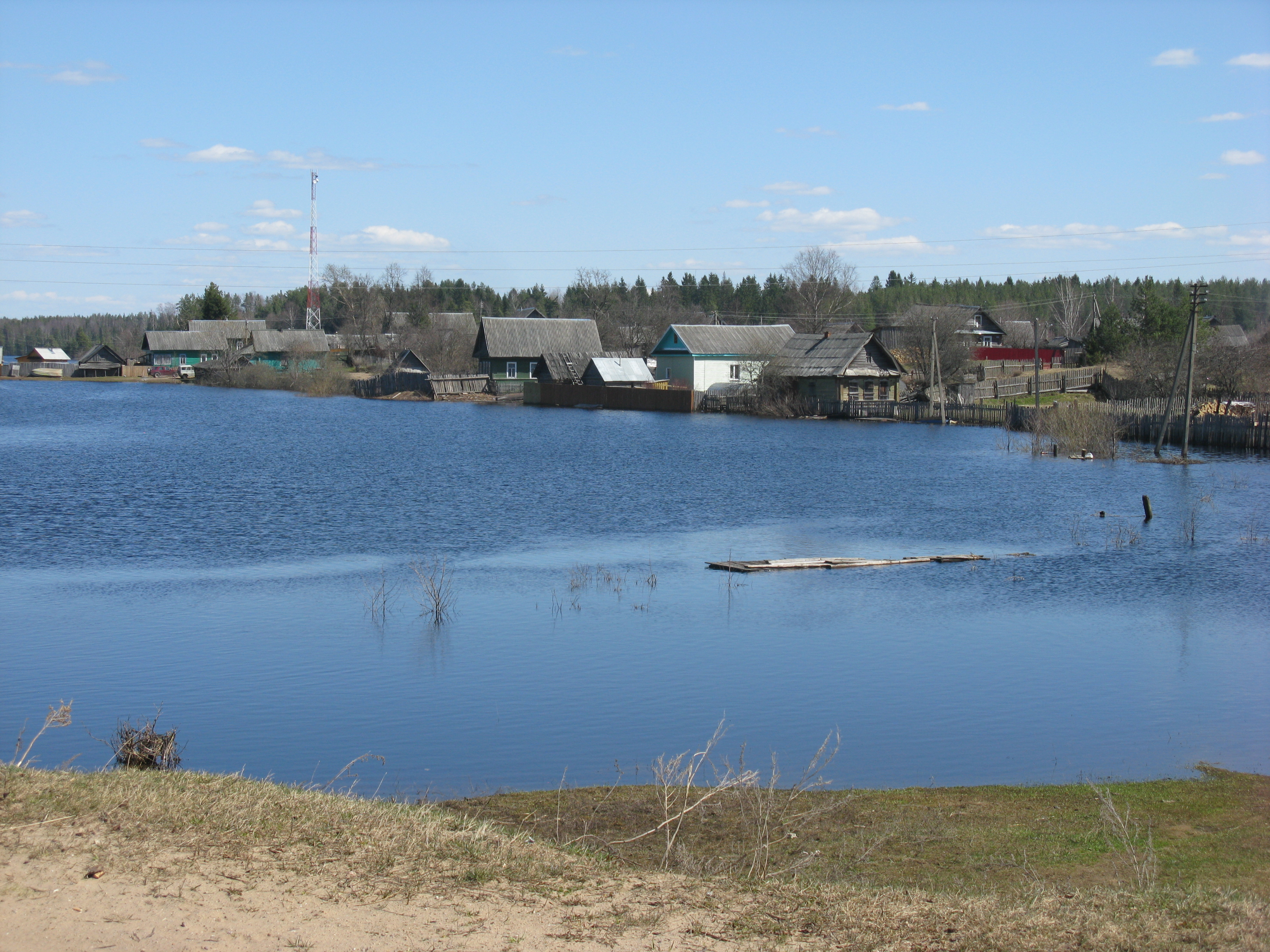
Посёлок Охват и озеро Охват

До 1903 года на месте посёлка Охват был только один дом, в котором жила семья лесника Шушманова. Рядом простиралось поле, где он сеял овёс и яровую пшеницу. Само место называлось Стоячее — деревня стояла как раз у самого узкого перешейка через озеро Охват. Именно здесь, у моста, вода в половодье не текла вниз, как должно было бы быть, ведь через озеро протекает река Западная Двина, а как бы стояла на одном месте. По наблюдениям Д. Н. Анучина, это происходило из-за того, что «... вода Волкоты подпирает воду верхней части озера, повышая тем её уровень у устья рек (Нетесьмы, Горянки, верхней Двины)... Весною, по рассказам, разлив идёт снизу и продолжается дней 12; даже летом в Стоячем после дождя мы имели случай убедиться, что течение там по поверхности направлялось вверх». При строительстве железной дороги Бологое — Великие Луки (1902 — 1904 годах) началась и застройка посёлка.
Когда появились бригады строителей, незамедлительно в посёлок приехали и крупные лесопромышленники (Баранов, Захдышев, Рысскафеев). Началась заготовка и сплав леса, было построено четыре лесопильных завода. Затем промышленник Калеев построил паровую мельницу и установил пилораму. Купцы (Савин, Скабло, Соколовский) организовали бойкую торговлю. Им принадлежали магазины и два трактира в посёлке Охват.
В 1913 году здесь основали трёхгодичную школу (до этого в волости была одна Давыдовская школа, основанная в 1869 году), в которой работали два учителя и обучались 53 человека (34 мальчика и 19 девочек). Директором был А. Г. Рождественский. Учебный год начинался в конце сентября — начале октября и заканчивался в конце апреля — начале мая в связи с тем, что дети привлекались на сельхозработы, а старшие — на лесозаготовки.
В сентябре 1923 года в Охвате была создана первая пионерская организация. Кудряшов Н. И., один из первых Охватских пионеров, вспоминал: «Организатором первого пионерского отряда был комсомолец Поликахин Алексей Яковлевич. В дружине тогда было 57 человек. В их число входили Баканова Антонина, Кудряшов Николай, Турчин Иван и другие. В то время в пионерскую организацию принимали всех детей пионерского возраста, независимо от того, ходили они в школу или нет". В то время пионерская дружина делилась на отряды, а отряды — на звенья. В звене было 10 — 15 человек. При отряде были организованы драматический, хоровой, спортивный кружки. Ребята давали концерты для населения. Был организован свой пионерский лагерь на берегу озера. Ребята жили в шалашах, которые делали сами. У пионеров были шефы, рабочие местных организаций. Они ежемесячно отчисляли денежные суммы (по 25 рублей) на счёт пионерской организации. На эти деньги были приобретены барабан, горн, пионерское знамя и сшита пионерская форма.
В 1926 году для 45 ребят была организована поездка в город Осташков. К 1929 году в Давыдовской волости было 7 пионерских отрядов с общим количеством 367 пионеров, два из них — в Охвате. Подчинялись они Волдетбюро юных пионеров Давыдовской волости, затем всё руководство пионерской организацией перешло Пеновскому райкому комсомола.
В 1920 году Охват — центр одноимённого сельсовета, в 1924 — 1925 годах — Давыдовской волости Осташковского уезда.
К 1924 году была застроена центральная часть посёлка: улицы Советская и Рабочая. Но в этом же году после большого пожара в центре поселка сгорели все постройки (дома, магазины, склады). В 1930-е годы Охват стал быстро развиваться. Железнодорожная станция имела большой удельный вес в отгрузке леса, пиломатериалов. В посёлке была сплавная контора, которая занималась сплавом крупного леса на экспорт по реке Западная Двина. Часть населения занималась промыслами: горшечным, портняжным, сапожным, валяльным. К 1940 году посёлок Охват разросся.
По улице Советской стояли двухэтажные дома (Соколовых, Кривошеевых), тротуары были деревянные. Работали леспромхоз, колбасный цех, красильня, баня, почта, был даже свой тир. В районе «Камчатки» (так местные жители называют отдалённую часть посёлка) находилась больница с родильным отделением. Перед самой войной была построена деревянная двухэтажная школа — десятилетка, в начале войны в ней был развёрнут госпиталь. На том месте, где сейчас расположена контора лесничества, стояло двухэтажное здание. В нём располагались ФЗО (школа фабрично-заводского обучения) и пионерский лагерь (в летнее время).

### Годы войны
Во время Великой Отечественной войны станция Охват имела большое стратегическое значение: здесь располагались воинские части, армейские склады, госпиталь, полевые армейские мастерские. Перед тем, как немцы заняли Охват (а это случилось 11 октября 1941 года) посёлок был почти полностью сожжён. Жгли свои, чтобы немцам негде было квартировать. От посёлка осталось всего несколько домов на улице Переездная и в Тарном переулке. Повсюду сиротливо чернели печные трубы.
По словам местных жителей (Корниловой А. С., Васильева В. И.), сожжение посёлка было вынужденной мерой. Если бы немцы обосновались в Охвате, жертв среди мирного населения было бы намного больше. Большинство охватцев жило в то время в землянках, обустраивая их кто как мог. Зима 1941 года была суровая. Корнилова А. С. вспоминает: «Однажды на станции разбомбили эшелон со снарядами. Снаряды рвутся, осколки от них во все стороны разлетаются, а мы их собираем и руки греем. Осколки-то горячие были, а мы постоянно мёрзли. И ещё всё время хотелось есть. В начале войны выдавали по 200 грамм хлеба. Хлеб был пополам с овсом. А когда немцы пришли, и этого не стало. Когда бомбы попадали в озеро, собирали убитую рыбу. Перекапывали огороды — вдруг какая картошинка осталась. А если находили мёрзлую или полусгнившую — вот радость! Весной и летом полегче было. Ели щавель, лебеду, толчёную кору. Особенно было страшно, когда пришли немцы. У кого куры, поросята остались — всех поотбирали». Рассказывала об этом и А. И. Сафонова из деревни Лауга: «Немцы ещё не так злобствовали, а вот когда финны пришли, те свирепствовали, их больше немцев боялись. И немцы, и финны отбирали всю живность. Поросят, кур, уток стреляли, а коров угоняли. Однажды у Насти Семёновой корову угнали, а корова-то от них сбежала и через несколько дней домой вернулась». В освобождении Охвата от фашистов принимали участие 925-й стрелковый полк (925 сп), 141-й отдельный танковый батальон (141 отб), 67-й отдельный лыжный батальон (67 олб). На левом берегу озера Охват были расположены немецкая зенитная батарея (в районе моста) и пулемётное гнездо (на горе около дома Костенковых). На подступах к мосту (на Мысу) тоже был пулемётный расчёт. Часть наших войск продвигалась в сторону моста и попала под обстрел этого расчёта. Вечером 13 января рота автоматчиков с кличем «Ура!» устремилась на позиции гитлеровцев, проходившие по крутому, обрывистому берегу.
Фашисты открыли огонь из миномётов и пулемётов. Мины пробили лёд во многих местах, вода заливала лёд и снова застывала коркой. Автоматчики не смогли сходу взять вражеские позиции, и вынуждены были пролежать на льду озера до наступления темноты, а затем отступить.

### Дальнейшая история
В 1997 году в посёлке 273 хозяйства, 595 жителей. Администрация сельского поселения, леспромхоз, межлесхоз, лесничество, средняя школа, ДК, библиотека, фельдшерско-акушерский пункт, отделение связи, 5 магазинов, братская могила воинов, павших в Великой Отечественной войне (захоронено 154 человека). В 2012 году нет ни леспромхоза, ни межлесхоза.
С 2005 года посёлок являлся центром Охватского сельского поселения, с 2020 года — в составе Пеновского муниципального округа.

## Население
| 2008 | 2010 |
| ---- | ---- |
| 506  | ↘410 |

## Инфраструктура
В посёлке имеются Охватская основная общеобразовательная школа, офис врача общей практики, дом культуры, отделение почтовой связи.

## Известные люди
В посёлке родились и жили:
- Лукин Н. Д., участник Великой Отечественной войны, награждён орденом Ленина, орденом Красной Звезды, многими медалями;
- Яковлев А. И., герой — партизан, совершивший подвиг на Смоленской земле;
- Алексеев Д. А. (подполковник) — участник битвы под Москвой, награждён двумя орденами Красной Звезды, орденом Отечественной войны II степени, четырнадцатью медалями;
- Андреев О. И. (Алексей Тверской) — писатель (сейчас проживает в Германии).

С 1973 года в п. Охват жил Скрипилов Г. Н., участник битвы под Москвой, награждён орденом Ленина, орденом Александра Невского. Орденом Ленина за доблестный многолетний труд были награждены стрелочники ст. Охват Добролюбов Г. Т. и Смирнов Н. С..